# Danh sách cầu thủ tham dự giải vô địch bóng đá nữ U-17 Bắc, Trung Mỹ và Caribe 2012
Đây là danh sách các đội hình tham dự Giải vô địch bóng đá nữ U-17 Bắc, Trung Mỹ và Caribe 2012, tổ chức ở Guatemala. 8 đội tham gia giải đấu phải đăng ký đội hình 20 cầu thủ; chỉ có các cầu thủ trong đội hình mới được tham gia giải đấu.
Cầu thủ được đánh dấu (c) là đội trưởng của đội tuyển quốc gia đó. Số trận, câu lạc bộ và tuổi của cầu thủ được tính đến ngày 1 tháng 3 năm 2012 – ngày khai mạc giải đấu.

## Bảng A

### Canada
Huấn luyện viên: Bryan Rosenfeld

| Số | VT | Cầu thủ               | Ngày sinh (tuổi)            | Trận | Bàn | Câu lạc bộ                         |
| -- | -- | --------------------- | --------------------------- | ---- | --- | ---------------------------------- |
| 1  | TM | Kailen Sheridan       | 16 tháng 7, 1995 (16 tuổi)  |      |     | Pickering SC                       |
| 2  | HV | Lindsay Agnew         | 31 tháng 3, 1995 (17 tuổi)  |      |     | Ohio Premier Eagles                |
| 3  | HV | Madeline Iozzi        | 5 tháng 3, 1995 (17 tuổi)   |      |     | Pickering SC                       |
| 4  | TĐ | Summer Clarke         | 15 tháng 9, 1995 (16 tuổi)  |      |     | Richmond Red Hot Selects U-16      |
| 5  | TV | Rebecca Quinn         | 11 tháng 8, 1995 (16 tuổi)  |      |     | Erin Mills Mighty Eagles U-16      |
| 6  | TV | Sabrina Santarossa    | 1 tháng 2, 1995 (17 tuổi)   |      |     | CS Vallée Richelieu                |
| 7  | TV | Ashley Lawrence (c)   | 11 tháng 6, 1995 (16 tuổi)  |      |     | Erin Mills Mighty Eagles U-16      |
| 8  | TV | Jasmin Dhanda         | 10 tháng 9, 1995 (16 tuổi)  |      |     | Vancouver Whitecaps FC Girls Elite |
| 9  | TĐ | Amandine Pierre-Louis | 18 tháng 2, 1995 (17 tuổi)  |      |     | Saint-Leonard                      |
| 10 | TĐ | Valérie Sanderson     | 16 tháng 3, 1995 (17 tuổi)  |      |     | FC Boisbriand U-16                 |
| 11 | TĐ | Nichelle Prince       | 19 tháng 2, 1995 (17 tuổi)  |      |     | Pickering SC                       |
| 12 | HV | Kadeisha Buchanan     | 5 tháng 11, 1995 (16 tuổi)  |      |     | Erin Mills Mighty Eagles U-16      |
| 13 | TĐ | Elissa Neff           | 16 tháng 12, 1995 (16 tuổi) |      |     | Vancouver Whitecaps FC Girls Elite |
| 14 | HV | Rebecca Pongetti      | 28 tháng 6, 1995 (16 tuổi)  |      |     | Oakville SC                        |
| 15 | HV | Victoria Pickett      | 12 tháng 8, 1996 (15 tuổi)  |      |     | Vancouver Whitecaps FC Girls Elite |
| 16 | HV | Carley Radomski       | 28 tháng 4, 1995 (17 tuổi)  |      |     | Glen Shields                       |
| 17 | TĐ | Kajal Parmar          | 14 tháng 1, 1995 (17 tuổi)  |      |     | Vancouver Whitecaps FC Girls Elite |
| 18 | TM | Taylor Bucklin        | 17 tháng 3, 1995 (17 tuổi)  |      |     | CFC United                         |
| 19 | HV | Nicole Loncar         | 19 tháng 6, 1995 (16 tuổi)  |      |     | Brams United SC                    |
| 20 | HV | Larisa Staub          | 15 tháng 9, 1995 (16 tuổi)  |      |     | Angels SWU                         |

### Guatemala
Huấn luyện viên: Benjamín Monterroso

| Số | VT | Cầu thủ             | Ngày sinh (tuổi)            | Trận | Bàn | Câu lạc bộ     |
| -- | -- | ------------------- | --------------------------- | ---- | --- | -------------- |
| 1  | TM | Kimberly Castro     | 16 tháng 5, 1995 (16 tuổi)  |      |     | Pares          |
| 2  | HV | Andrea Pelaez       | 8 tháng 6, 1996 (15 tuổi)   |      |     | Muniguate      |
| 3  | HV | Ivon Escobar        | 24 tháng 4, 1996 (16 tuổi)  |      |     | Guastatoya     |
| 4  | TV | Alida Argueta       | 27 tháng 1, 1996 (16 tuổi)  |      |     | Xelajú         |
| 5  | HV | Luisa León          | 5 tháng 5, 1995 (16 tuổi)   |      |     | Cầu thủ tự do  |
| 6  | TV | Jennifer Barrios    | 10 tháng 6, 1997 (14 tuổi)  |      |     | Quetzaltenango |
| 7  | HV | Nina Arzú           | 4 tháng 9, 1996 (15 tuổi)   |      |     | Camp Elite     |
| 8  | HV | Pamela Monterroso   | 8 tháng 6, 1997 (14 tuổi)   |      |     | Camp Elite     |
| 9  | TV | Celeste Gatica      | 31 tháng 10, 1996 (15 tuổi) |      |     | Pares          |
| 10 | TV | Vivian Herrera (c)  | 6 tháng 5, 1996 (15 tuổi)   |      |     | Pares          |
| 11 | TV | Leslie Rosales      | 25 tháng 6, 1995 (16 tuổi)  |      |     | Amatitlán      |
| 12 | TM | Mariandre Rodas     | 14 tháng 4, 1995 (17 tuổi)  |      |     | Legendarias    |
| 13 | TĐ | Paula Ibarguen      | 31 tháng 1, 1996 (16 tuổi)  |      |     | Camp Elite     |
| 14 | TV | Alison García       | 14 tháng 10, 1997 (14 tuổi) |      |     | Unifut         |
| 15 | TV | Rita Rodríguez      | 10 tháng 8, 1995 (16 tuổi)  |      |     | Comunicaciones |
| 16 | HV | Maria Macal         | 29 tháng 4, 1995 (17 tuổi)  |      |     | Cầu thủ tự do  |
| 17 | TĐ | Luz Gramajo         | 8 tháng 9, 1995 (16 tuổi)   |      |     | Hoa Kỳ         |
| 18 | HV | Silvia Reyes        | 18 tháng 9, 1996 (15 tuổi)  |      |     | Quetzaltenango |
| 19 | TĐ | Nimsy Escobar       | 18 tháng 9, 1995 (16 tuổi)  |      |     | Cầu thủ tự do  |
| 20 | TV | Stephanie Rodriguez | 5 tháng 11, 1995 (16 tuổi)  |      |     | Pares          |

### Jamaica
Huấn luyện viên: Vinimore Blaine

| Số | VT | Cầu thủ                | Ngày sinh (tuổi)            | Trận | Bàn | Câu lạc bộ    |
| -- | -- | ---------------------- | --------------------------- | ---- | --- | ------------- |
| 1  | TM | Chris-Ann Chambers (c) | 24 tháng 10, 1995 (16 tuổi) |      |     | Cầu thủ tự do |
| 2  | TV | Jalen Simms            | 5 tháng 4, 1996 (16 tuổi)   |      |     | Cầu thủ tự do |
| 3  | HV | Georgia Bailey         | 25 tháng 1, 1995 (17 tuổi)  |      |     | Cầu thủ tự do |
| 4  | HV | Imanie Richards        | 19 tháng 7, 1996 (15 tuổi)  |      |     | Harbour View  |
| 5  | HV | Courtney Douglas       | 1 tháng 8, 1995 (16 tuổi)   |      |     | Cầu thủ tự do |
| 6  | HV | Tiffany Robinson       | 29 tháng 8, 1996 (15 tuổi)  |      |     | Waterhouse    |
| 7  | TV | Nicole Broderick       | 19 tháng 12, 1995 (16 tuổi) |      |     | Waterhouse    |
| 8  | TV | Remona Hyde            | 24 tháng 9, 1995 (16 tuổi)  |      |     | Los Perfectos |
| 9  | TĐ | Shantell Thompson      | 23 tháng 12, 1995 (16 tuổi) |      |     | Cầu thủ tự do |
| 10 | TV | Shantel Bailey         | 30 tháng 4, 1995 (17 tuổi)  |      |     | Waterhouse    |
| 11 | TV | Khadija Shaw           | 31 tháng 1, 1997 (15 tuổi)  |      |     | Cầu thủ tự do |
| 12 | TV | Jorja Hughes           | 25 tháng 8, 1997 (14 tuổi)  |      |     | Cầu thủ tự do |
| 13 | HV | Shanay Ricketts        | 28 tháng 12, 1997 (14 tuổi) |      |     | Cầu thủ tự do |
| 14 | HV | Mynairii Perkins       | 19 tháng 2, 1995 (17 tuổi)  |      |     | Cầu thủ tự do |
| 15 | TĐ | Oshay Lawes            | 27 tháng 6, 1996 (15 tuổi)  |      |     | Cầu thủ tự do |
| 16 | HV | Cachet Lue             | 26 tháng 3, 1997 (15 tuổi)  |      |     | Cầu thủ tự do |
| 17 | TV | Nasheka Doyley         | 7 tháng 10, 1995 (16 tuổi)  |      |     | Los Perfectos |
| 18 | TĐ | Kayla Gray             | 10 tháng 10, 1995 (16 tuổi) |      |     | Cầu thủ tự do |

### Panama
Huấn luyện viên: Luis Tejada

| Số | VT | Cầu thủ             | Ngày sinh (tuổi)            | Trận | Bàn | Câu lạc bộ                |
| -- | -- | ------------------- | --------------------------- | ---- | --- | ------------------------- |
| 1  | TM | Karen Chavarria     | 24 tháng 6, 1996 (15 tuổi)  |      |     | Estrellas Chiricanas      |
| 2  | HV | Yerenis De León (c) | 23 tháng 2, 1995 (17 tuổi)  |      |     | Navy Bay                  |
| 3  | HV | Yomira Sanford      | 22 tháng 9, 1995 (16 tuổi)  |      |     | Atlético Independiente    |
| 4  | HV | Astrid Díaz         | 14 tháng 2, 1995 (17 tuổi)  |      |     | Cầu thủ tự do             |
| 5  | HV | Katherine Castillo  | 23 tháng 3, 1996 (16 tuổi)  |      |     | San Cristóbal             |
| 6  | TV | Laurie Batista      | 29 tháng 5, 1996 (15 tuổi)  |      |     | Cầu thủ tự do             |
| 7  | TV | Yaniska García      | 19 tháng 9, 1997 (14 tuổi)  |      |     | Navy Bay                  |
| 8  | TV | Yanis Sanjur        | 9 tháng 5, 1995 (16 tuổi)   |      |     | Estrellas Chiricanas      |
| 9  | TĐ | Karla Riley         | 18 tháng 9, 1997 (14 tuổi)  |      |     | San Cristóbal             |
| 10 | TĐ | Marta Cox           | 20 tháng 7, 1997 (14 tuổi)  |      |     | Chorrillo FC              |
| 11 | TV | Kenia Rangel        | 6 tháng 8, 1995 (16 tuổi)   |      |     | San Cristóbal             |
| 12 | TM | Joselin Quintero    | 18 tháng 6, 1995 (16 tuổi)  |      |     | Veraguas Nueva Generación |
| 13 | TV | Karla De La Rosa    | 19 tháng 10, 1995 (16 tuổi) |      |     | Cầu thủ tự do             |
| 14 | HV | Schiandra González  | 4 tháng 7, 1995 (16 tuổi)   |      |     | Estrellas Chiricanas      |
| 15 | TV | Génesis Samuels     | 15 tháng 2, 1997 (15 tuổi)  |      |     | San Cristóbal             |
| 16 | HV | Astrid González     | 28 tháng 6, 1995 (16 tuổi)  |      |     | Cầu thủ tự do             |
| 17 | TV | Meybin Saavedra     | 29 tháng 9, 1996 (15 tuổi)  |      |     | San Cristóbal             |
| 18 | HV | Katherine González  | 9 tháng 4, 1997 (15 tuổi)   |      |     | Estrellas Chiricanas      |
| 19 | HV | Nicole Medianero    | 24 tháng 5, 1995 (16 tuổi)  |      |     | Atlético Nacional         |
| 20 | TV | Yassiel Franco      | 31 tháng 5, 1998 (13 tuổi)  |      |     | Chorrillo FC              |

## Bảng B

### Bahamas
Huấn luyện viên: Daria Adderly

| Số | VT | Cầu thủ             | Ngày sinh (tuổi)            | Trận | Bàn | Câu lạc bộ |
| -- | -- | ------------------- | --------------------------- | ---- | --- | ---------- |
| 1  | TM | Cori Strachan       | 8 tháng 4, 1995 (17 tuổi)   |      |     |            |
| 2  | HV | Amari Bethel        | 31 tháng 1, 1996 (16 tuổi)  |      |     |            |
| 3  | HV | Taj Dorsett         | 8 tháng 10, 1998 (13 tuổi)  |      |     |            |
| 4  | HV | Shelby Carbin-Green | 5 tháng 10, 1995 (16 tuổi)  |      |     |            |
| 5  | TV | Dena Ingraham       | 14 tháng 8, 1995 (16 tuổi)  |      |     |            |
| 6  | HV | Lindsay Seymour     | 6 tháng 2, 1997 (15 tuổi)   |      |     |            |
| 7  | TV | Kennadi Green       | 31 tháng 1, 1997 (15 tuổi)  |      |     |            |
| 8  | TĐ | Clayre Saunders     | 1 tháng 7, 1996 (15 tuổi)   |      |     |            |
| 9  | TĐ | Akwah Thompson      | 6 tháng 4, 1997 (15 tuổi)   |      |     |            |
| 10 | TV | Lauren Haven (c)    | 14 tháng 2, 1995 (17 tuổi)  |      |     |            |
| 11 | TV | Tate Cuffy          | 3 tháng 6, 1999 (12 tuổi)   |      |     |            |
| 12 | TĐ | Shekhinah Wells     | 1 tháng 8, 1998 (13 tuổi)   |      |     |            |
| 13 | HV | Lian Haven          | 30 tháng 11, 1998 (13 tuổi) |      |     |            |
| 14 | TĐ | Joya Smith          | 30 tháng 5, 1995 (16 tuổi)  |      |     |            |
| 15 | TĐ | Dawn Dean           | 1 tháng 10, 1997 (14 tuổi)  |      |     |            |
| 16 | HV | Raunice Butler      | 22 tháng 4, 1995 (17 tuổi)  |      |     |            |
| 17 | TĐ | Keisha McCartney    | 30 tháng 1, 1997 (15 tuổi)  |      |     |            |
| 18 | TM | Sheryl Evans        | 31 tháng 1, 1996 (16 tuổi)  |      |     |            |
| 19 | TV | Eden Taylor         | 26 tháng 11, 1996 (15 tuổi) |      |     |            |
| 20 | HV | Jodei Clarke        | 21 tháng 2, 1995 (17 tuổi)  |      |     |            |

### México
Huấn luyện viên: Leonardo Cuéllar

| Số | VT | Cầu thủ           | Ngày sinh (tuổi)            | Trận | Bàn | Câu lạc bộ                      |
| -- | -- | ----------------- | --------------------------- | ---- | --- | ------------------------------- |
| 1  | TM | Gabriela Paz      | 21 tháng 12, 1995 (16 tuổi) |      |     | ITESM GDL Preparatoria          |
| 2  | HV | Diana Rodríguez   | 6 tháng 9, 1996 (15 tuổi)   |      |     | Centro de Formación Tequixquiac |
| 3  | HV | Jessica Valadez   | 24 tháng 11, 1995 (16 tuổi) |      |     | Camarillo Eagles                |
| 4  | HV | Greta Espinoza    | 5 tháng 6, 1995 (16 tuổi)   |      |     | Juventus Femenil Tijuana        |
| 5  | HV | Paulina Solís     | 13 tháng 3, 1996 (16 tuổi)  |      |     | Colegio ONCE México             |
| 6  | TV | Michelle González | 20 tháng 7, 1995 (16 tuổi)  |      |     | U.N.A.M.                        |
| 7  | TV | Taylor Alvarado   | 1 tháng 3, 1995 (17 tuổi)   |      |     | Camarillo Eagles                |
| 8  | TV | Karla Nieto       | 9 tháng 1, 1995 (17 tuổi)   |      |     | Club Galeana Morelos            |
| 9  | TĐ | Luz Duarte        | 29 tháng 8, 1995 (16 tuổi)  |      |     | Tucson Mountain Lady Jaguars    |
| 10 | TĐ | Jenny Chiu (c)    | 25 tháng 9, 1995 (16 tuổi)  |      |     | El Paso Galaxy                  |
| 11 | TV | Hallie Hernández  | 8 tháng 9, 1995 (16 tuổi)   |      |     | L.A. Blues                      |
| 12 | TM | Adela Meza        | 5 tháng 1, 1996 (16 tuổi)   |      |     | CEFOR Jaguares                  |
| 13 | HV | Fernanada Pérez   | 12 tháng 1, 1995 (17 tuổi)  |      |     | Colegio ONCE México             |
| 14 | HV | Celinna Montano   | 3 tháng 1, 1995 (17 tuổi)   |      |     | Beach F.C.                      |
| 15 | HV | Natalie Rivas     | 11 tháng 1, 1995 (17 tuổi)  |      |     | Real SO CAL                     |
| 16 | TV | Mariana Cadena    | 13 tháng 2, 1995 (17 tuổi)  |      |     | ITESM MTY Preparatoria          |
| 17 | TV | Vivian Vega       | 3 tháng 5, 1996 (15 tuổi)   |      |     | Arsenal F.C.                    |
| 18 | TV | Cassandra Reyes   | 14 tháng 7, 1995 (16 tuổi)  |      |     | Legends F.C.                    |
| 19 | TĐ | Jessica Morales   | 29 tháng 2, 1996 (16 tuổi)  |      |     | San Diego Surf                  |
| 20 | TV | Cynthia Pineda    | 4 tháng 2, 1995 (17 tuổi)   |      |     | Chicago Fire Jr.                |

### Trinidad và Tobago
Huấn luyện viên:  Even Pellerud

| Số | VT | Cầu thủ             | Ngày sinh (tuổi)            | Trận | Bàn | Câu lạc bộ                 |
| -- | -- | ------------------- | --------------------------- | ---- | --- | -------------------------- |
| 1  | TM | Lebrisca Phillip    | 28 tháng 1, 1995 (17 tuổi)  |      |     | Cầu thủ tự do              |
| 2  | TV | Dennecia Prince     | 10 tháng 8, 1998 (13 tuổi)  |      |     | Cầu thủ tự do              |
| 4  | TĐ | Liana Hinds         | 23 tháng 2, 1995 (17 tuổi)  |      |     | Cầu thủ tự do              |
| 5  | HV | Adeka Spence        | 22 tháng 2, 1995 (17 tuổi)  |      |     | Cầu thủ tự do              |
| 6  | HV | Khadisha Debesette  | 6 tháng 1, 1995 (17 tuổi)   |      |     | Cầu thủ tự do              |
| 7  | TV | Diarra Simmons      | 11 tháng 9, 1995 (16 tuổi)  |      |     | Pickering Power            |
| 8  | TV | Victoria Swift      | 29 tháng 1, 1995 (17 tuổi)  |      |     | Cầu thủ tự do              |
| 9  | TĐ | Zoe Swift           | 22 tháng 1, 1997 (15 tuổi)  |      |     | Cầu thủ tự do              |
| 10 | HV | Marlique Asson      | 3 tháng 4, 1995 (17 tuổi)   |      |     | Cầu thủ tự do              |
| 11 | TĐ | Khadidra Debesette  | 6 tháng 1, 1995 (17 tuổi)   |      |     | Cầu thủ tự do              |
| 12 | TV | Rhonda Guiseppi     | 4 tháng 2, 1996 (16 tuổi)   |      |     | Cầu thủ tự do              |
| 13 | HV | Shanisa Camejo      | 15 tháng 1, 1995 (17 tuổi)  |      |     | Cầu thủ tự do              |
| 14 | TV | Emma Abdul          | 17 tháng 8, 1995 (16 tuổi)  |      |     | Cầu thủ tự do              |
| 15 | HV | Nikkia Billouin     | 23 tháng 5, 1995 (16 tuổi)  |      |     | Baldwin Eagles Soccer Club |
| 16 | TĐ | Donika Murray       | 15 tháng 11, 1995 (16 tuổi) |      |     | Oakville Soccer Club U18   |
| 17 | HV | Jonelle Warrick     | 14 tháng 3, 1995 (17 tuổi)  |      |     | Cầu thủ tự do              |
| 18 | TV | Naomie Guerra       | 1 tháng 6, 1996 (15 tuổi)   |      |     | Cầu thủ tự do              |
| 19 | TĐ | Anique Walker (c)   | 4 tháng 2, 1995 (17 tuổi)   |      |     | Cầu thủ tự do              |
| 20 | TM | Khadijah De Freitas | 24 tháng 5, 1997 (14 tuổi)  |      |     | Cầu thủ tự do              |
| 21 | TM | Shantelle Christian | 29 tháng 11, 1995 (16 tuổi) |      |     | Cầu thủ tự do              |

### Hoa Kỳ
Huấn luyện viên: Albertin Montoya

| Số | VT | Cầu thủ            | Ngày sinh (tuổi)            | Trận | Bàn | Câu lạc bộ          |
| -- | -- | ------------------ | --------------------------- | ---- | --- | ------------------- |
| 1  | TM | Jane Campbell      | 17 tháng 2, 1995 (17 tuổi)  |      |     | Concorde Fire South |
| 2  | HV | Lizzy Raben        | 27 tháng 4, 1995 (17 tuổi)  |      |     | Colorado Rush       |
| 3  | HV | Brittany Basinger  | 30 tháng 6, 1995 (16 tuổi)  |      |     | FC Virginia         |
| 4  | TĐ | Amber Munerlyn     | 15 tháng 1, 1995 (17 tuổi)  |      |     | So Cal Blues        |
| 5  | HV | Maddie Bauer       | 20 tháng 3, 1995 (17 tuổi)  |      |     | Slammers FC         |
| 6  | HV | Gabbi Miranda      | 27 tháng 9, 1995 (16 tuổi)  |      |     | Colorado Rush       |
| 7  | TV | Andi Sullivan      | 20 tháng 12, 1995 (16 tuổi) |      |     | Bethesda SC         |
| 8  | TĐ | Summer Green       | 2 tháng 5, 1995 (17 tuổi)   |      |     | Michigan Hawks      |
| 9  | TĐ | Emily Bruder       | 18 tháng 2, 1995 (17 tuổi)  |      |     | Utah Avalanche      |
| 10 | TV | Morgan Andrews (c) | 25 tháng 3, 1995 (17 tuổi)  |      |     | FC Stars of Mass    |
| 11 | TV | Morgan Stanton     | 2 tháng 4, 1995 (17 tuổi)   |      |     | Colorado Rush       |
| 12 | TV | Joanna Boyles      | 13 tháng 11, 1995 (16 tuổi) |      |     | Chelsea Ladies      |
| 13 | TĐ | Darian Jenkins     | 5 tháng 1, 1995 (17 tuổi)   |      |     | Sparta SC           |
| 14 | HV | Lauren Kaskie      | 18 tháng 9, 1995 (16 tuổi)  |      |     | Heat FC             |
| 15 | TĐ | Maggie Purce       | 18 tháng 9, 1995 (16 tuổi)  |      |     | Freestate Soccer    |
| 16 | HV | Mandy Freeman      | 23 tháng 3, 1995 (17 tuổi)  |      |     | Lady Renegades SC   |
| 17 | TV | Sarah Robinson     | 28 tháng 4, 1996 (16 tuổi)  |      |     | MVLA Lightning      |
| 18 | TM | Cassie Miller      | 28 tháng 4, 1995 (17 tuổi)  |      |     | Sereno FC           |
| 19 | TĐ | Toni Payne         | 22 tháng 4, 1995 (17 tuổi)  |      |     | Concorde Fire       |
| 20 | HV | Morgan Reid        | 13 tháng 6, 1995 (16 tuổi)  |      |     | Chelsea Ladies      |